# ГЕС Осака
ГЕС Осака (яп. 小坂発電所, Осака хацуденшьо, Гепберн: Osaka hatsudensho) — гідроелектростанція в Японії на острові Хонсю. Знаходячись між ГЕС Кугуно (38,9 МВт, вище по течії) та ГЕС Хігасі-Уеда (35 МВт) і ГЕС Чуро (13,3 МВт), входить до складу каскаду на річці Хіда, правій притоці Кісо, яка за десяток кілометрів на захід від Нагої впадає до затоки Ісе (Внутрішнє Японське море).
У 1930-му станцію ввели в експлуатацію з двома турбінами типу Френсіс загальною потужністю 18,4 МВт. Вони отримували живлення через прокладений по правобережжю річки головний дериваційний тунель довжиною 10,3 км з перетином 3,5х3,5 метра, який після вирівнювального басейну розмірами 85х17 метрів при глибині до 5 метрів переходив у два напірні водоводи довжиною по 0,3 км зі спадаючим діаметром від 1,9 до 1,4 метра. Зазначений тунель починається від зведеної на Хіді за кілька сотень метрів нижче від ГЕС Кугуно невеликої греблі Осака, до якої за допомогою водозбірного тунелю довжиною понад 4 км також подається додатковий ресурс, захоплений з кількох струмків на лівобережжі Хіди.
В подальшому потужність першої черги дещо збільшили до показника у 19,1 МВт, а в 1966-му ввели другу чергу у складі однієї турбіни типу Френсіс потужністю 32 МВт. Ресурс до неї подається по окремій дериваційній трасі довжиною 10,6 км з перетином 4,1х3,3 метра, котра починається прямо із відвідної структури ГЕС Кугуно. При цьому вона спершу прямує у лівобережному гірському масиві, а за три кілометри нижче від греблі Осака переходить по акведуку на правий берег. Після вирівнювального резервуару висотою 19 метрів та діаметром 14 метрів трасу продовжує напірний водовід довжиною 0,2 км зі спадаючим діаметром від 3,5 до 2,4 метра.  
Гідроагрегати першої черги використовують напір у 130 метрів, тоді як третя турбіна працює з показником у 128,9 метра.